# Пашко Атена-Святомира Василівна
Ате́на-Святоми́ра Васи́лівна Пашко́ (10 жовтня 1931, с. Бистриця, Дрогобицький повіт, Львівське воєводство — 20 березня 2012, Київ) — українська поетеса, громадська діячка, дружина В'ячеслава Чорновола.

## Життєпис
Закінчила Львівський лісотехнічний інститут.
Із середини 1960-х років за свої виступи на оборону репресованих діячів української культури зазнавала утисків, було заборонено друк її творів. Оголошено догану за місцем праці, вчинено обшуки в помешканні. 1970 року підписала звернення до Верховного Суду УРСР із вимогою скасувати вирок Вероніці Морозовій, за що її звільнено з роботи. Постійно перебувала під наглядом КДБ.
У грудні 1991 року у Києві відбувся установчий з'їзд Союзу українок, головою Союзу обрано Атену Пашко. Почесна голова Союзу українок.
Після трагічної загибелі Вячеслава Чорновола 25 березня 1999 року в автокатастрофі, слідство за якою досі не завершилося, Атена Пашко продовжила його політичну місію, її навіть називали берегинею Народного Руху України.

Могила Атени Пашко

Померла 20 березня 2012 року у віці 80 років у Києві. Похована 23 березня в одній могилі з В'ячеславом Чорноволом на Байковому кладовищі (центральна алея, ділянка № 1).

## Творчість
Атена Пашко — авторка поетичних збірок:
- На перехрестях. Том 1. — Нью-Йорк : Сучасність!, 1989. — 168 с. — (Бібліотека «Прологу» і «Сучасности», ч. 182)
- На вістрі свічки. — Балтимор-Львів-Торонто : Смолоскип, 1991. — 76 с.
- Лезо моєї стежки. — Київ, 2007.

## Нагороди
- Орден княгині Ольги III ст. (18 серпня 1997) — за визначний особистий внесок у духовне відродження України, вирішення проблем сім'ї, жінок і дітей, професійну і громадську діяльність на благо українського народу[3]
- Орден Свободи (18 листопада 2009) — за визначний особистий внесок у відстоювання національної ідеї, становлення і розвиток Української незалежної держави та активну політичну і громадську діяльність[4].

## Вшанування пам'яті
- Вулиця Атени Пашко у місті Бучач[5]
- Вулиця Атени Пашко у місті Київ[6]
- 6 жовтня 2023 року у рідному селі Бистриця вулицю Миру перейменували на вулицю Атени Пашко.

## Світлини

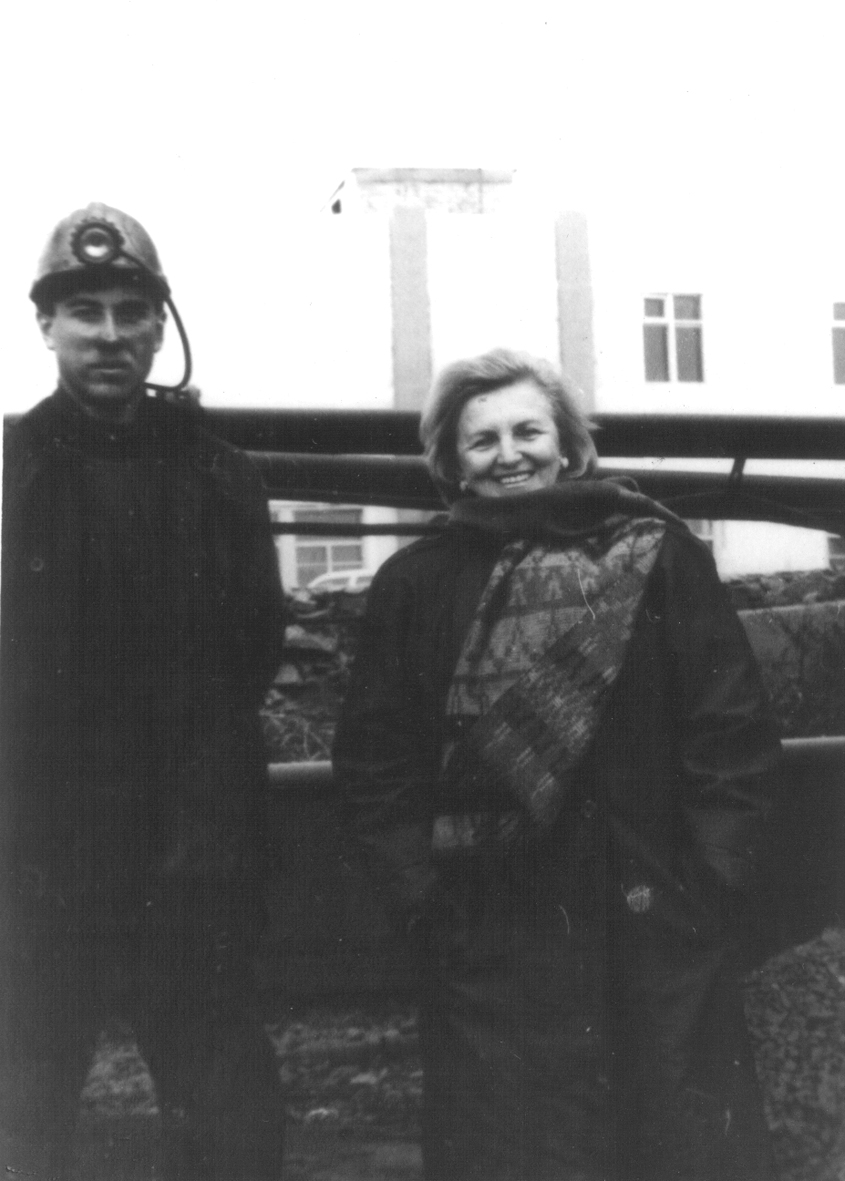
Атена Пашко на Донбасі. 1990-і роки.
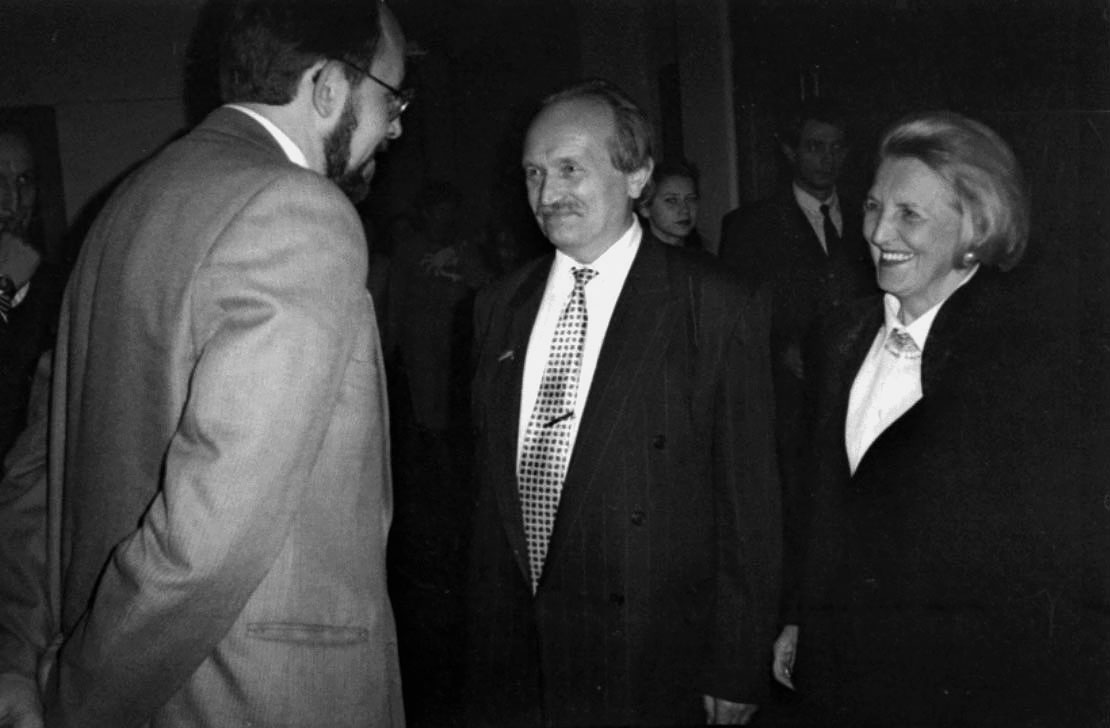
Атена Пашко  і Вячеслав Чорновіл